# Арес із Зеугми

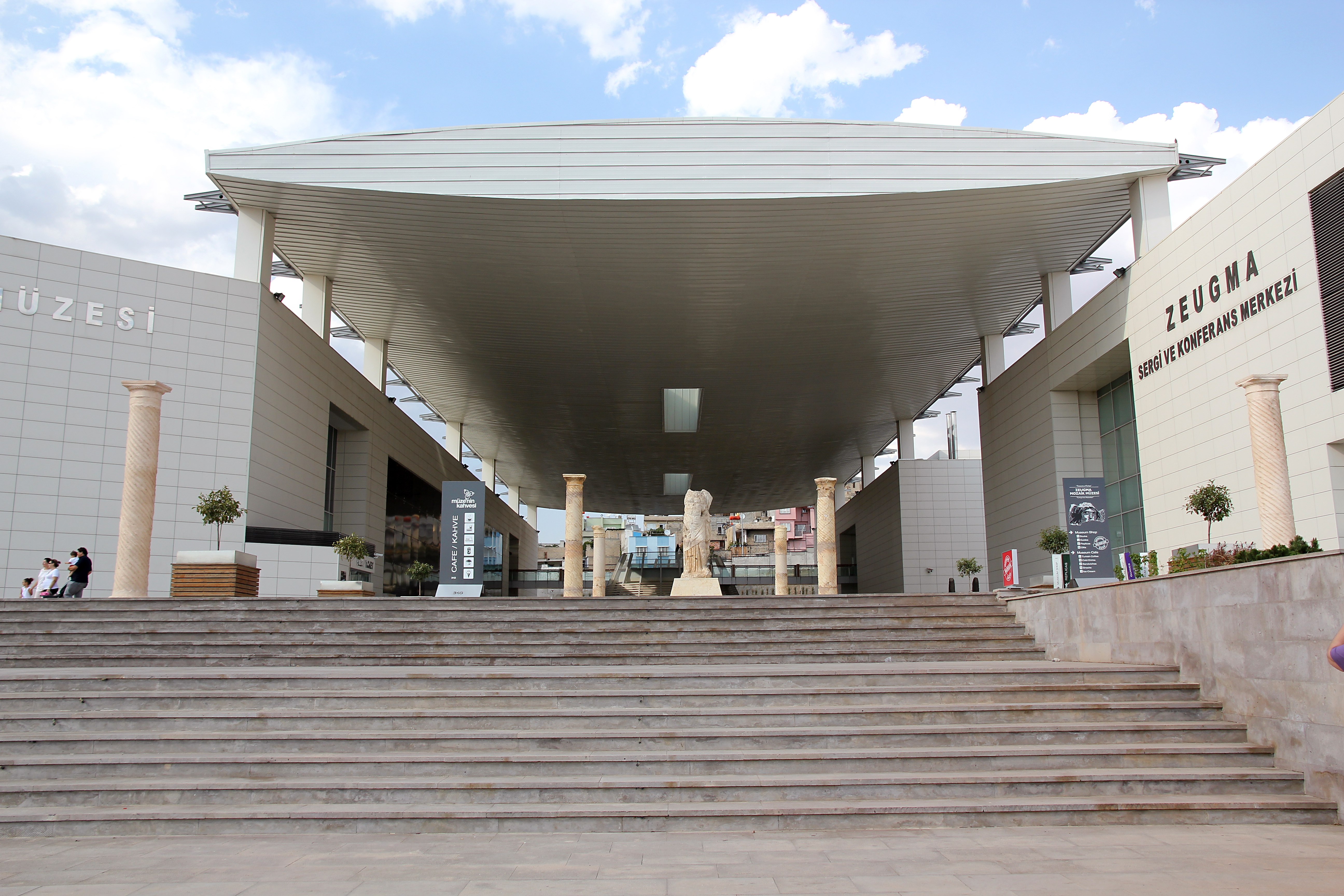
Музей мозаїк Зеугми

Арес з Зеугми — бронзова скульптура бога війни, створена давньогрецькими скульпторами і ливарниками. Знайдена під час розкопок в містечку Зеугма на півдні Туреччини.

## Історія знахідки
Землі сучасної Туреччини входили до складу різних держав. По смерти Александра Македонського територія стала належати елліністичним князівствам, де пліч опліч розвивались місцеві культури під сильним впливом грецької і азійських цивілізацій. Згодом територія була захоплена легіонами Риму і колонізована ними. Старе елліністичне городище поряд з бродом через річку Євфрат мало важливе стратегічне значння військового і торговельного центру. Місто було забудовано римлянами кам'яними будинками і віллами, приміщення яких прикрасили мозаїки, фрески, скульптури, басейни і сади. В добу середньовіччя місцевість захопили вояки Сасанідів.
Стародавні артефакти на місцевості находили з початку XX століття. Державні архологічні розкопки почали лише з 1970-х років, бо знахідки з півдня Туреччини з'являлись на аукціонах і в закордонних музеях, підтримуючи незаконну торгівлю творами мистецтва. Перелом в справах пройшов в 1990-ті, коли уряд ухвалив рішення створити нову гідроелектростанцію  Биреджик для забезпечення водою та електрикою відповідний район Анатолії. Рішенню передували заходи щодо археологічного дослідження місцевості. На територіях, що підлягали затопленню, залишалось поселення Зеугма. Уряд з 1995 року фінансував археологічні розкопки на місцевості, залучивши до робіт Археологічний музей міста Ґазіантеп та низку міжнародних організацій. Розкопки дали нову кількість античних артефактів, переважно доби еллінізму і Стародавнього Риму, які передали в Археологічний музей міста Ґазіантеп. Але старий музей скоро став затісний, бо не був розрахований на збереження і експонування великих за розмірами уламків фресок і мозаїк. Коли кількість мозаїк досягла критичного рівня, на який не сподівались, було прийняте рішення заснувати новий музейний заклад, спеціалізований на новознайдених мозаїках.
У 2008 році розпочато будівництво нового музейного приміщення в місті Ґазіантеп для експозицій античних мозаїк і інших археологічних знахідок.
27 травня 2011 музей відкрито для відвідин. Серед коштовних експонатів нового музею був і Арес з Зеугми.

## Бог війниАрес
Стародавні греки лічили Ареса сином Зевса і його дружини Гери. В мистецтві переважали два типи зображень Ареса:
- зрілий, бородатий вояк, одягнутий в шолом і обладунки, готовий нещадно битися
- привабливий, безбородий юнак зі зброєю і холодним, безжальним виразом обличчя.

Схильний до гніву, Арес «уславився» недоброчинством. Свій дикий, кровожерливий характер Арес виявляв в розбраті, що сіяв між людьми, в убивстві вояків і руйнаціях міст, в хаосі і в війні, яку полюбляв лише заради самої війни. Якщо богиня-воїтелька Афіна була втіленням виваженості і мудрості навіть в веденні війни, Арес був її повною протилежністю. Ареса зневажали навіть його батьки — Зевс і Гера.

## Опис твору

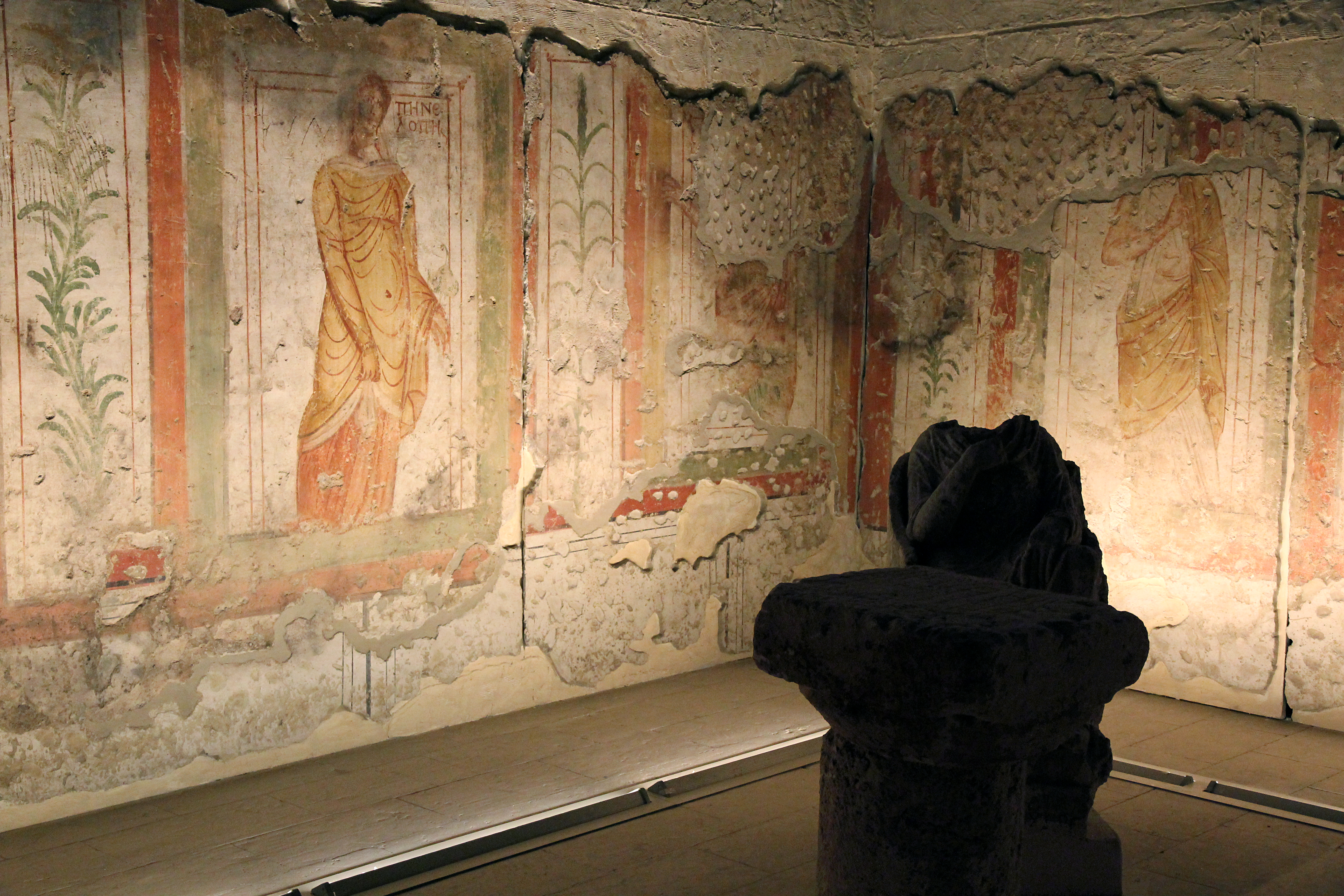
Реставровані фрески доби Риму

Бронзова скульптура грецького бога війни Ареса у повний зріст належить до найкращих зразків доби пізньої класики. Арес з Зеугми - довершений твір грецького мистецтва, незважаючи на пошкодження ( травмовані піднята рука, що утримувала спис, дірка на боці ліворуч і на правому стегні).
Інакше підійшов до створення образу жорстокого бога невідомий грецький майстер, твір якого знайшли на руїнах Зеугми. Він подав молодого бога як молодого атлета в шоломі, але з суворим обличчям жорстокого бога, з розпатланим волоссям і гнівним виразом обличчя. Від постаті Ареса віє загроза і небезпека, небачені в скульптурах класичної Греції доби Перікла і скульптора Фідія. Збереглися навіть штирі на ногах, якими колись кріпили бронзову фігуру до постаменту. В добу Стародавнього Риму скульптура слугувала канделябром. Майстри закріпили на руці загрозливого божества пристрій для смолоскипів (?), що нагадує пружні тіла змій. Скульптура — 1-го метра 45 см заввишки встановлена в музеї на шестиметровий постамент, що дозволяє роздивитися скульптуру з великої відстані. Знайдена в так званому Будинку Посейдона в Зеугмі з залишками пожежі.